# Thomas Browne
Sir Thomas Browne, född 19 oktober 1605 i London, död 19 oktober 1682 i Norwich, var en engelsk författare som skrev om många ämnen, däribland medicin, religion och vetenskap.

## Biografi
Browne studerade i Oxford, Montpellier och Padua. Han blev medicine doktor i Leiden 1633, och framlevde resten av sitt liv som praktiserande läkare i Norwich, sysselsatt med naturstudier och mångsidiga spekulationer, som han med långa mellanrum utformade till något verk. I Religio medici (1643), hans första och till omfånget största verk, behandlar han religiösa betraktelser av konfessionslös art. Pseudodoxia epidemica utgör en generalmönstring av hans fantastiska lärdom, på en på många sätt fortfarande medeltida bas. Boken avhandlar gripar, basilisker, och fågel Fenix, och huruvida det finns fyrfotadjur med olika långa höger och vänsterben; om judar har en specifik stank, om svanar sjunger före sin död etc.
I Hydriotaphia, or urn burial (1658) utgår han från fyndet av några romerska gravurnor i Norfolk och formar sig till en allmän betraktelse av enastående slag över livets och dödens mysterier. I The garden of Cyrus (1658) sysselsätter han sig med att spåra Quincunx-figuren i alla dess mystiska förekomster i himmel och på jord.